# ジェームズ礁
座標: 北緯3度58分0秒 東経112度17分0秒 / 北緯3.96667度 東経112.28333度
ジェームズ礁（ジェームズしょう）は、南シナ海のスプラトリー諸島（南沙諸島）南方に位置するさんご礁性の暗礁。ボルネオ島のマレーシア サラワク州から約80kmのマレーシアの排他的経済水域内にある。便宜上、スプラトリー諸島に含めることもある。
英語でJames Shoal、マレー語でBeting Serupai、中国語で曾母暗沙。日本では英名を取り、ジェームズ礁と呼ばれる。

## 概要
国際法では海面下の地形に領有権を設定できないが、マレーシアの他、中華人民共和国及び台湾（中華民国）がそれぞれ領有権を主張している。ブルネイも領有権を主張しているとされることがある。
中国はこの暗礁を中国最南端の領土だとし、毎年2回軍艦を派遣し甲板上で「主権宣誓活動」を行っている。また、中国の検索エンジン百度（Baidu）の地図では、曾母暗沙まで海上の境界線が引かれている。

## 面積・位置
面積
- 0.31平方キロメートル（海面上に出ている部分の面積ではない）で、最も浅いところの水深は21m

位置
- 北緯3度57分44秒～3度59分00秒、東経112度16分25秒～112度17分10秒
- スプラトリー諸島の海寧礁（Herald Reef）と澄平礁（Sierra Reef）から南へおよそ70km
- マレーシアのボルネオ島サラワク州のTanjong Payong（亞西暗沙）から北へおよそ50km
- ボルネオ島のニアーから西へ120km
- インドネシアのナツナ諸島から東へおよそ400km

## 中国の示威行動
中国国民党(中華民国)が1935年に「曾母」と命名したが、
当時の中華民国には海軍力や航海力が皆無だったので支配は出来なかった。
中国が南シナ海の制海権を得るには1970年代の第一列島線計画を待つ必要があった。
中国は1980年代よりジェームズ礁の巡視を開始しており、2013年3月には南海艦隊所属の071型揚陸艦「井崗山」を含む4隻の戦闘艦よりなる艦隊をジェームズ礁に派遣、「これはかつてない力の誇示であり、驚異的な力強い宣言だ」と報じられた。
マレーシアにとって中国は最大の貿易相手であるため、マレーシア政府は経済関係を優先し、安全保障問題については懸念を示さず、近海の監視も熱心ではなかった。また、中国の活動に対するマレーシア国民の反応は薄い。しかし、2014年1月、ジェームズ礁近海で、中国の艦船3隻、駆逐艦2隻、ヘリコプター1機などが活動し、「主権宣誓式」などを行った可能性が高く、マレーシアは中国の動きを抑える方向に変わりつつあるとされる。マレーシアは、同じく中国との領有権紛争を抱えるフィリピンなどとも、国際法にのっとった平和的な解決を進める方針を確認している。